# Municipio de Frankfort (Dakota del Sur)
El municipio de Frankfort (en inglés: Frankfort Township) es un municipio ubicado en el condado de Spink en el estado estadounidense de Dakota del Sur. En el año 2010 tenía una población de 39 habitantes y una densidad poblacional de 0,43 personas por km².

## Geografía
El municipio de Frankfort se encuentra ubicado en las coordenadas 44°51′25″N 98°16′19″O / 44.85694, -98.27194. Según la Oficina del Censo de los Estados Unidos, el municipio tiene una superficie total de 91.56 km², de la cual 90,93 km² corresponden a tierra firme y (0,7 %) 0,64 km² es agua.

## Demografía
Según el censo de 2010, había 39 personas residiendo en el municipio de Frankfort. La densidad de población era de 0,43 hab./km². De los 39 habitantes, el municipio de Frankfort estaba compuesto por el 100 % blancos. Del total de la población el 0 % eran hispanos o latinos de cualquier raza.